# Corpul VIII Armată austro-ungar (1916-1918)
Corpul VIII Armată austro-ungar  a fost una din marile unități operative ale Armatei Austro-Ungare, participantă la acțiunile militare de pe frontul român, în timpul Primului Război Mondial. :p. 184